# Кодекс Роды
Ко́декс Ро́ды (исп. Códice de Roda) — манускрипт конца X — начала XI веков, содержащий несколько ценных источников по раннесредневековой истории Пиренейского полуострова.

## История
Манускрипт составлен в Наварре, вероятно, в Нахере. Он написан несколькими писцами вестготским минускулом. Рукопись состоит из 232 листов размером 205 × 285 мм. Первые сведения о кодексе относятся к XII веку, когда он хранился в Нахере. В конце XVII века кодекс находился в архиве собора в Ро́де (по месту хранения он получил своё название) и в следующем веке был приобретён приором церкви Сан-Мария-де-Мейя, после чего находился в различных частных коллекциях, однако широкую известность у историков получил только в 1928 году, когда стал собственностью государства. В настоящее время хранится в испанской Королевской Академии Истории в Мадриде.
«Кодекс Роды» содержит как сохранившиеся в других рукописях, так и уникальные для этого артефакта исторические сочинения. Первые две трети рукописи составляет работа Павла Орозия «История против язычников». Затем следуют сочинение Исидора Севильского «История готов, вандалов и свевов», «Хроника Альбельды», «Пророческая хроника», «Хроника Роды» (один из вариантов «Хроники Альфонсо III») и генеалогия Иисуса Христа. Уникальную часть рукописи составляют списки арабских правителей Пиренейского полуострова и христианских королей Астурии, Леона и Наварры, а также нескольких семей крупных феодалов южной Франции, хроника королевства Наварры и список епископов Памплоны с точными датами их кончины. В манускрипте также записано песнопение в честь наваррской королевы Леодегунды Ордоньес, жены короля Наварры Гарсии I Иньигеса.
Генеалогии из «Кодекса Роды» являются основным инструментом для критической проверки других, крайне скудных, сведений о ранней истории Наварры и сопредельных с нею графств Арагон, Пальярс и Рибагорса, Гасконь и Тулуза. Особенно это относится к королевству Наварра, где историками ещё точно не установлены происхождение и родственные связи правивших здесь семейств Ариста и Хименес, последовательность королей и хронология их правлений. Об авторстве и источниках генеалогических списков в «Кодексе Роды» ничего неизвестно. Историками было выдвинуто предположение, что в основе некоторых данных о христианских правителях Пиренейского полуострова IX—X веков, содержащихся в сочинении испано-арабского историка XI века аль-Удри, лежат сведения, восходящие к одному из протографов «Кодекса Роды».